# Naoki Matsuyo
Naoki Matsuyo (松代 直樹, Matsuyo Naoki) é um futebolista japonês.